# Toubou
Toubouerne er en etnisk gruppe, som hovedsageligt lever i det nordlige Tchad, men også i Libyen, Niger og Sudan.
| Folkeslag | Spire Denne artikel om folkeslag eller etnografi er en spire som bør udbygges. Du er velkommen til at hjælpe Wikipedia ved at udvide den. |